# Tectus
Genre
Synonymes
- Cardinalia Gray, 1842
- Pyramidea Swainson, 1840
- Pyramis Schumacher, 1817
- Tectus (Tectus) Montfort, 1810
- Trochus (Tectus) Montfort, 1810

Tectus est un genre de mollusques gastéropodes marins.

## Description et caractéristiques
Tectus se distingue des autres gastéropodes par sa coquille conique, rayée vert, rouge et blanc. Sa taille moyenne est de l'ordre de 5 à 8 cm (valeurs extrêmes de 2 et 15 cm). Les espèces du genre Tectus vivent 15 à 20 ans et atteignent leur maturité à l'âge de 2 ans.

## Habitat et distribution
Les espèces du genre Tectus sont des animaux marins qui peuplent les barrières coralliennes dans la
Région Indo-Pacifique tropicale.

## Liste des espèces
Selon World Register of Marine Species (22 février 2014) :
- Tectus conus (Gmelin, 1791)
- Tectus dentatus (Forsskål in Niebuhr, 1775)
- Tectus elatus (Lamarck, 1822)
- Tectus fenestratus (Gmelin, 1791)
- Tectus magnificus Poppe, 2004
- Tectus mauritianus (Gmelin, 1791)
- Tectus maximus (Koch in Philippi, 1844)
- Tectus niloticus (Linnaeus, 1767)
- Tectus pyramis (Born, 1778)
- Tectus royanus (Iredale, 1912)
- Tectus tentorium (Gmelin, 1791)
- Tectus triserialis (Lamarck, 1822)
- Tectus virgatus (Gmelin, 1791)

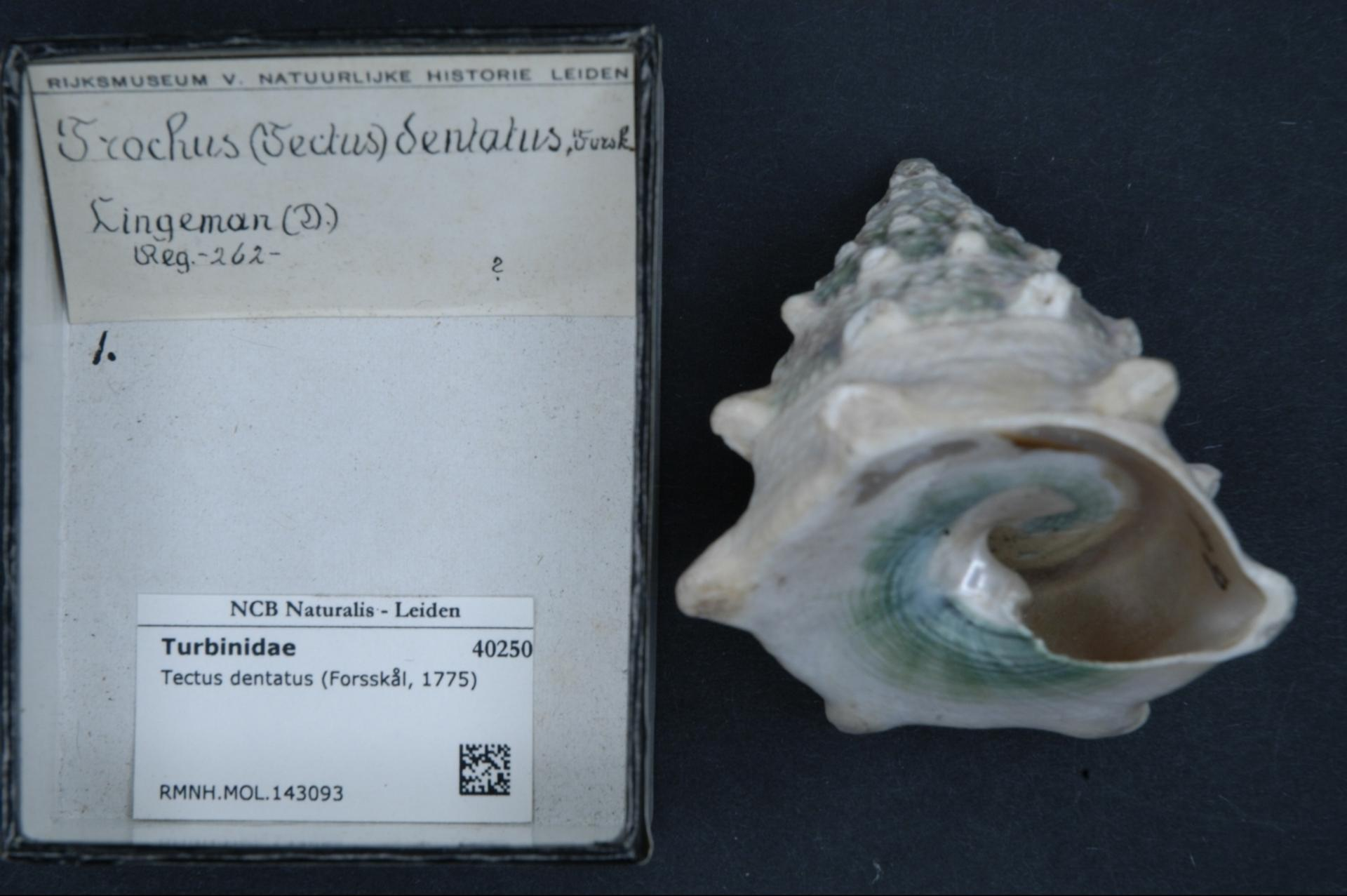
Tectus dentatus
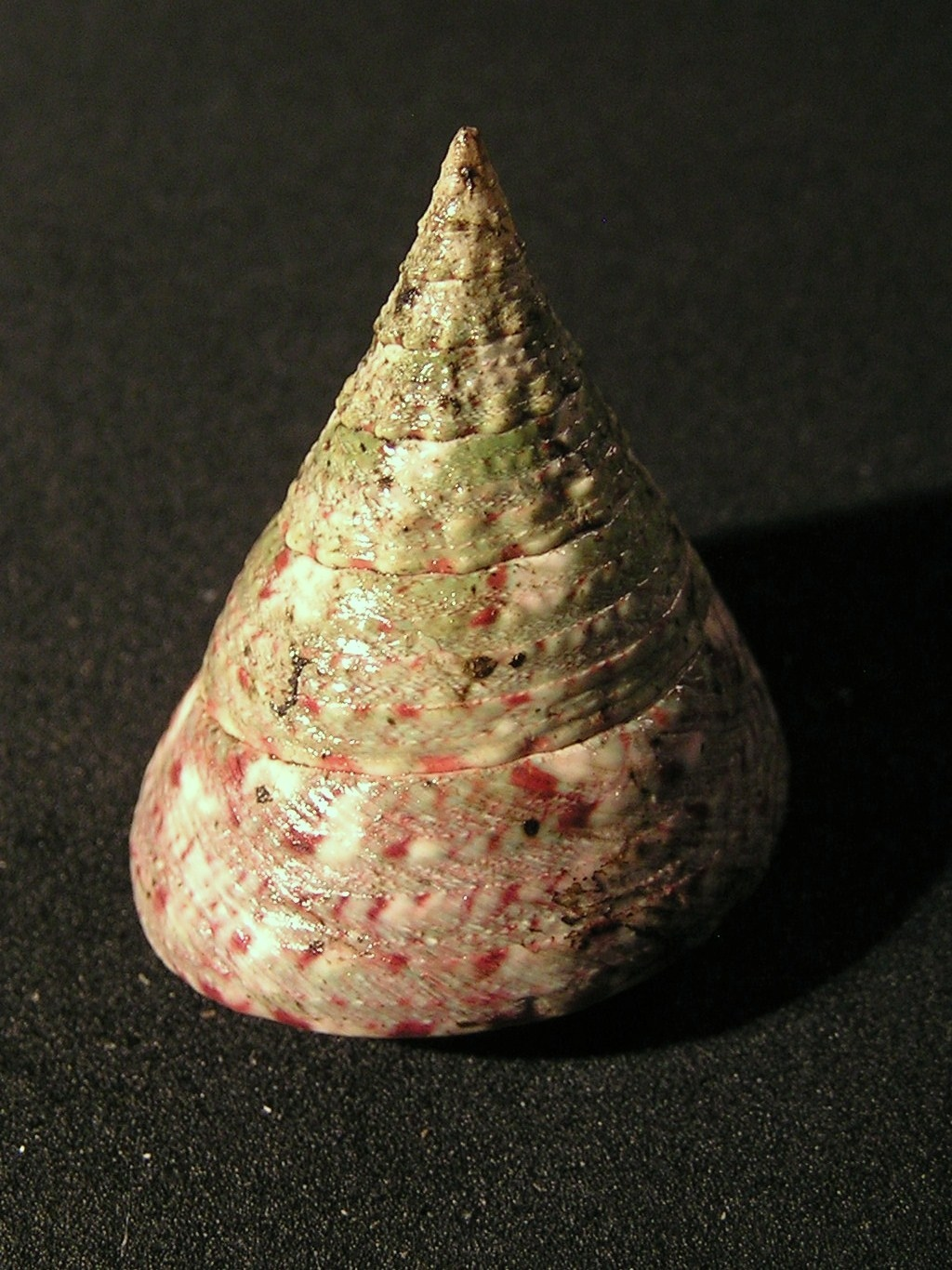
Tectus elatus
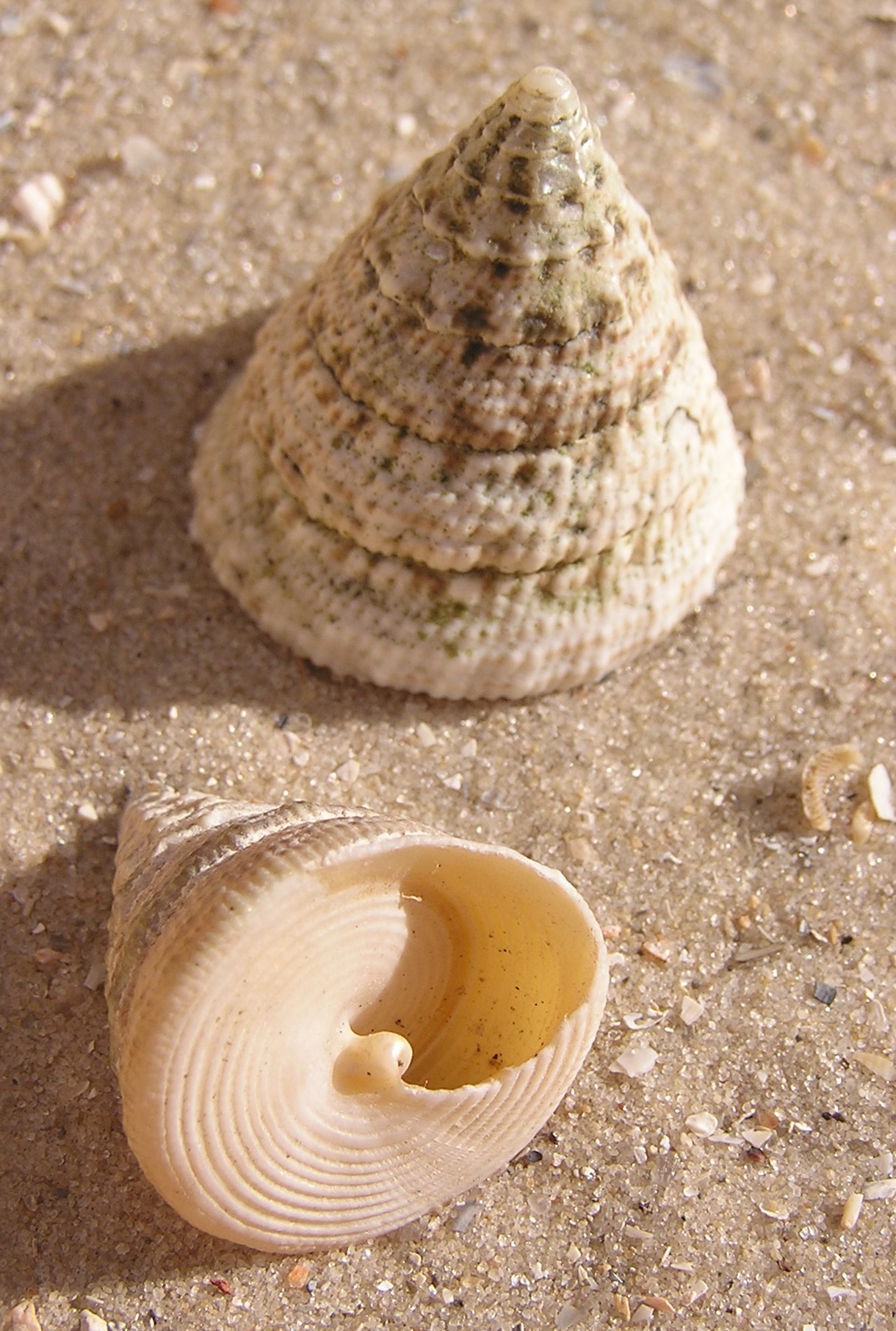
Tectus fenestratus
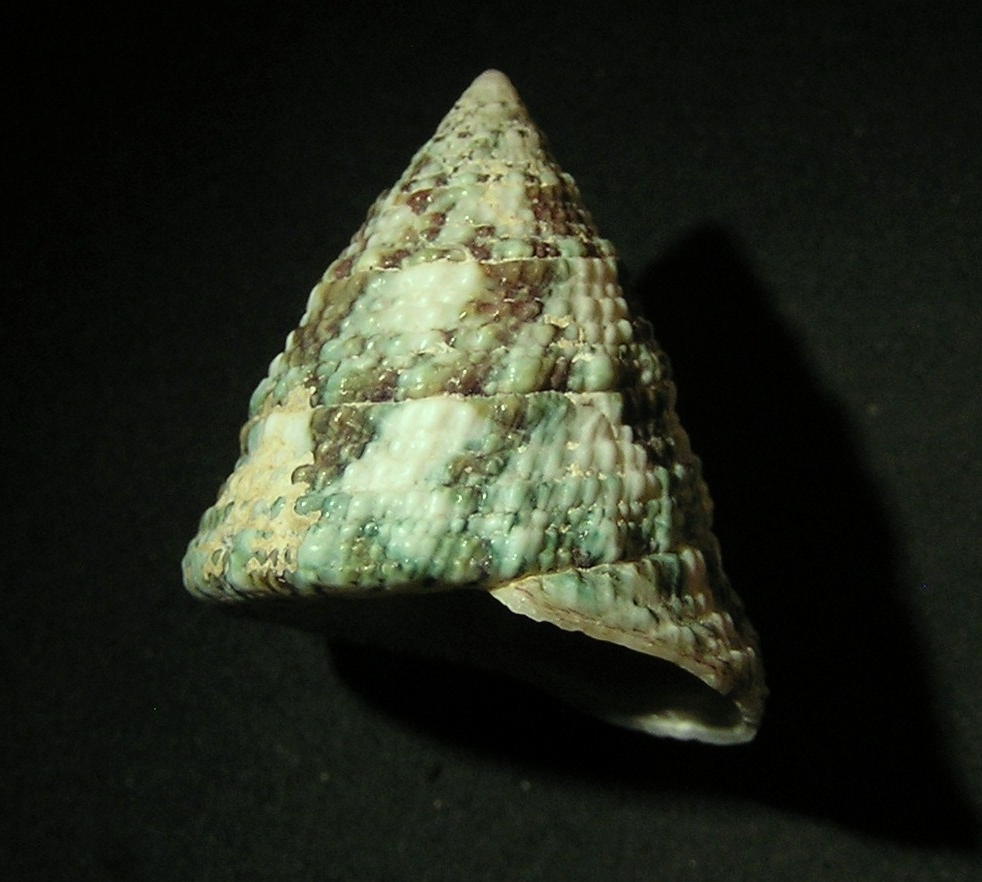
Tectus magnificus
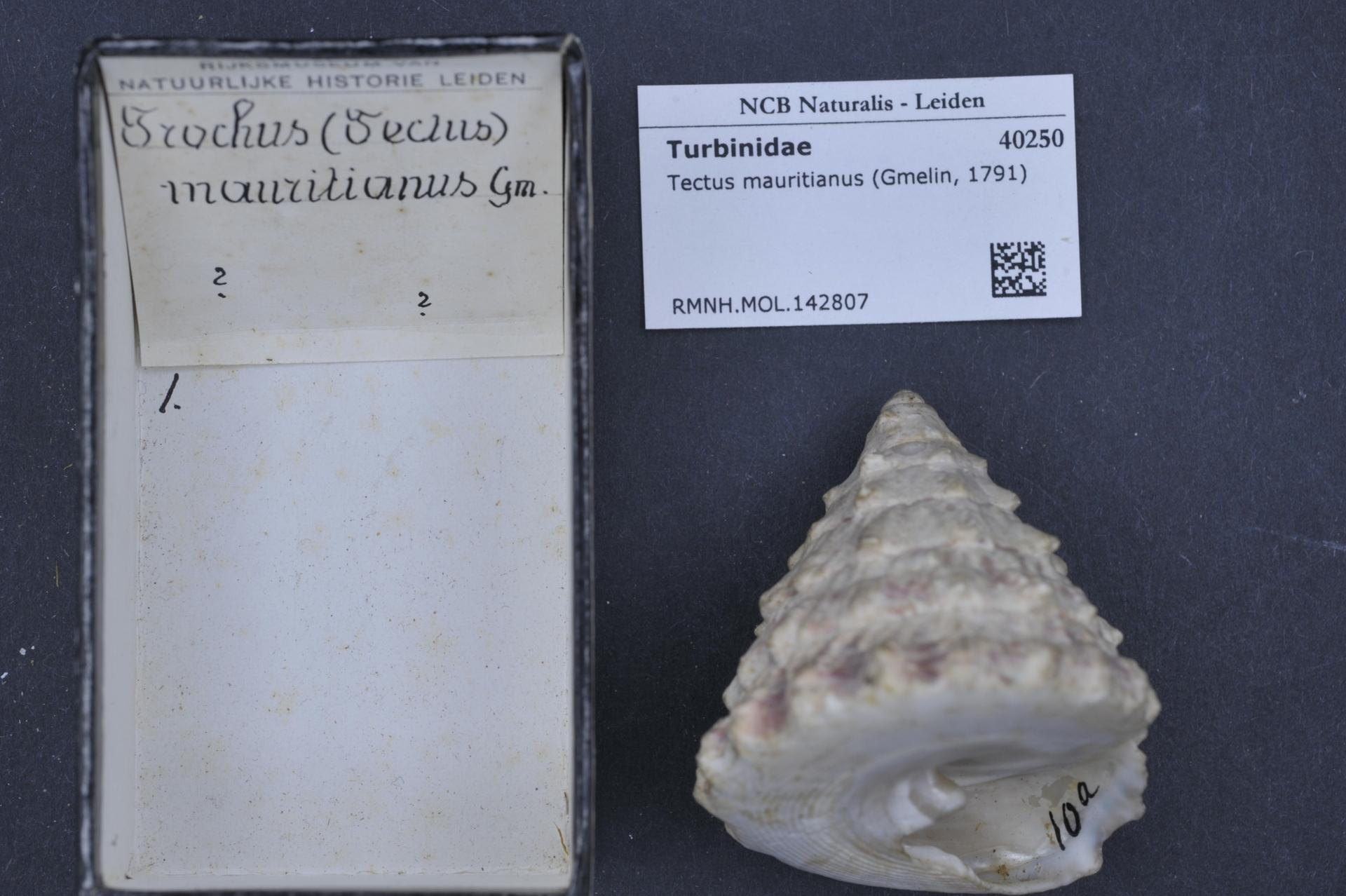
Tectus mauritianus
Tectus niloticus
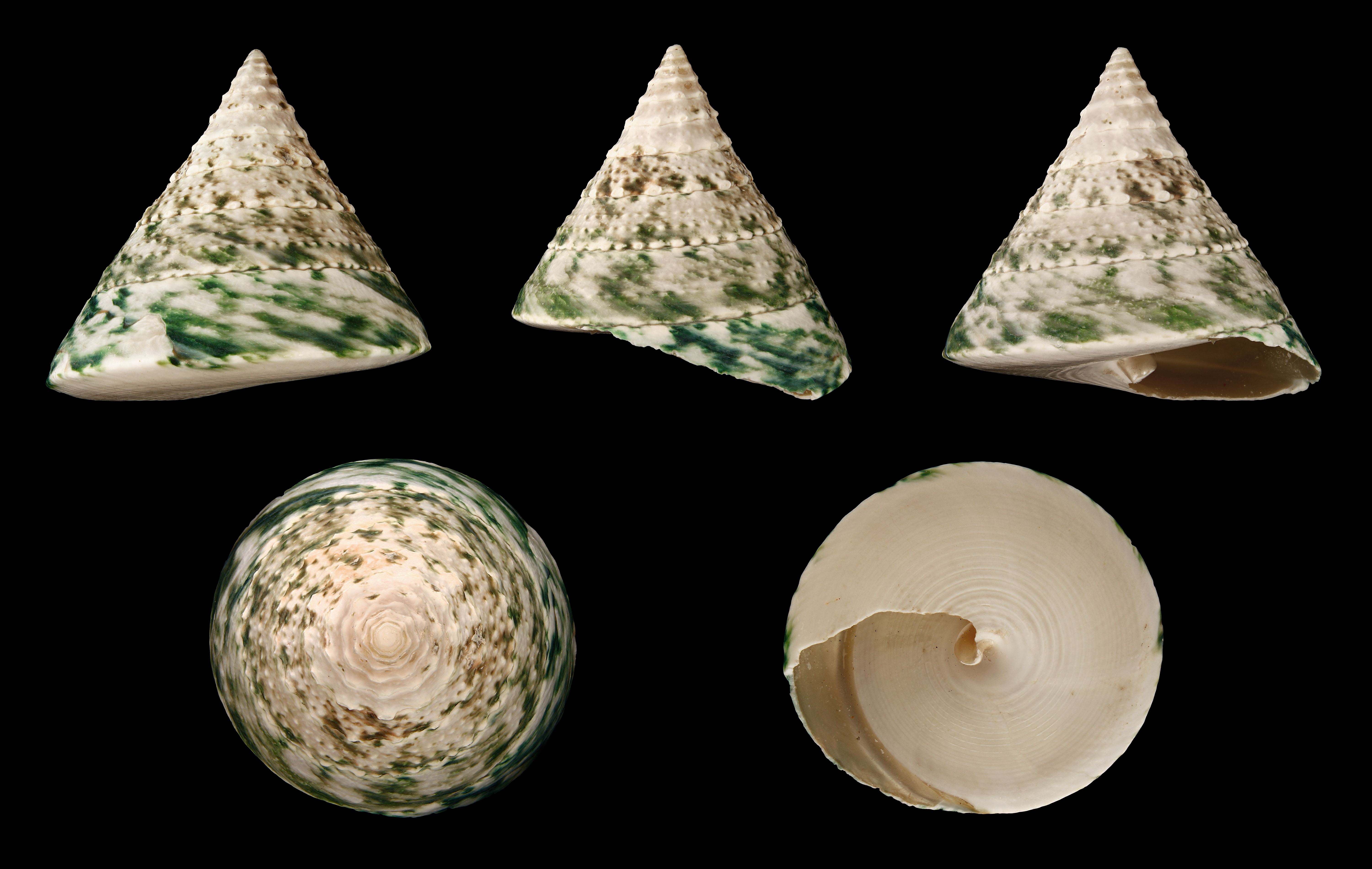
Tectus pyramis
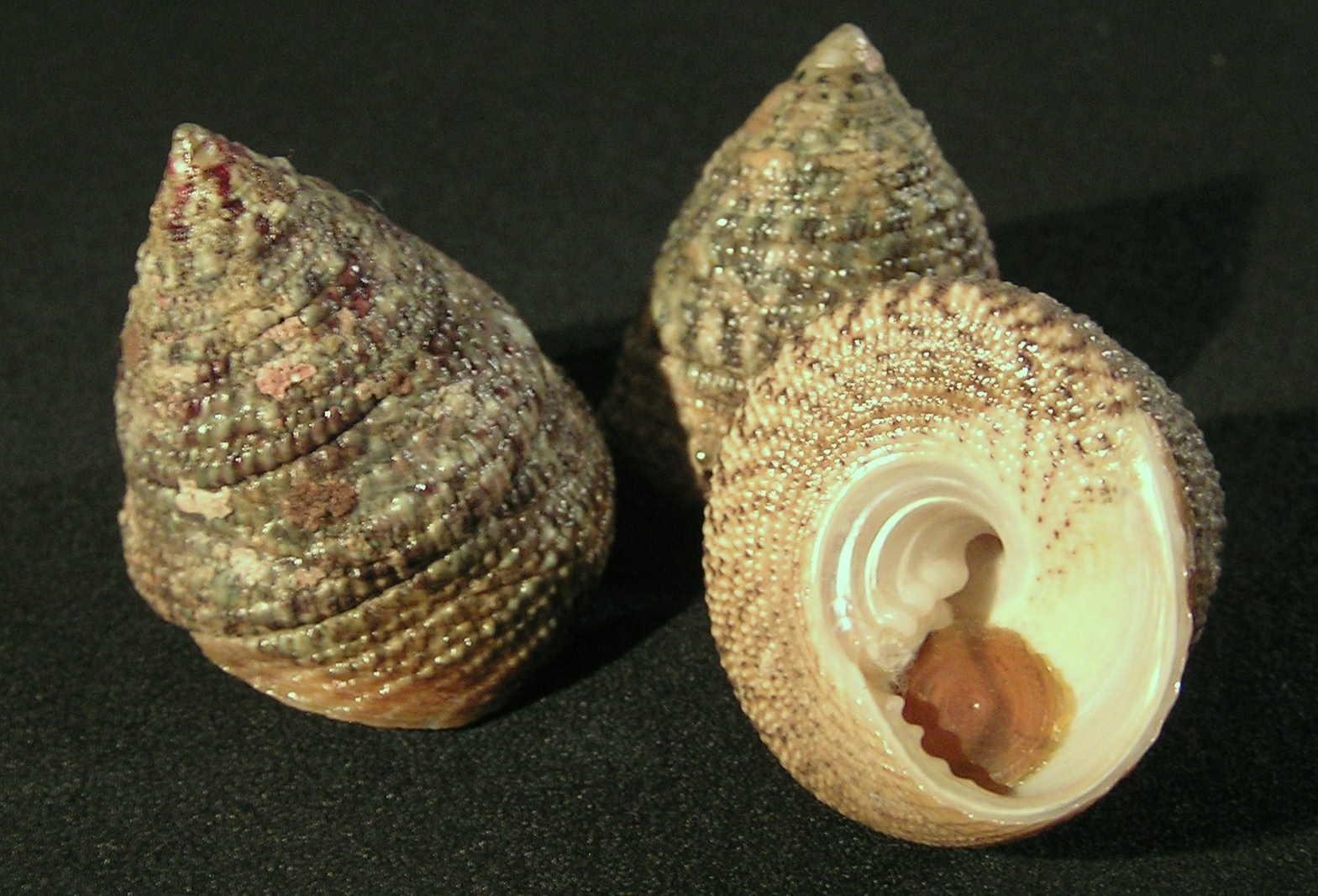
Tectus virgatus
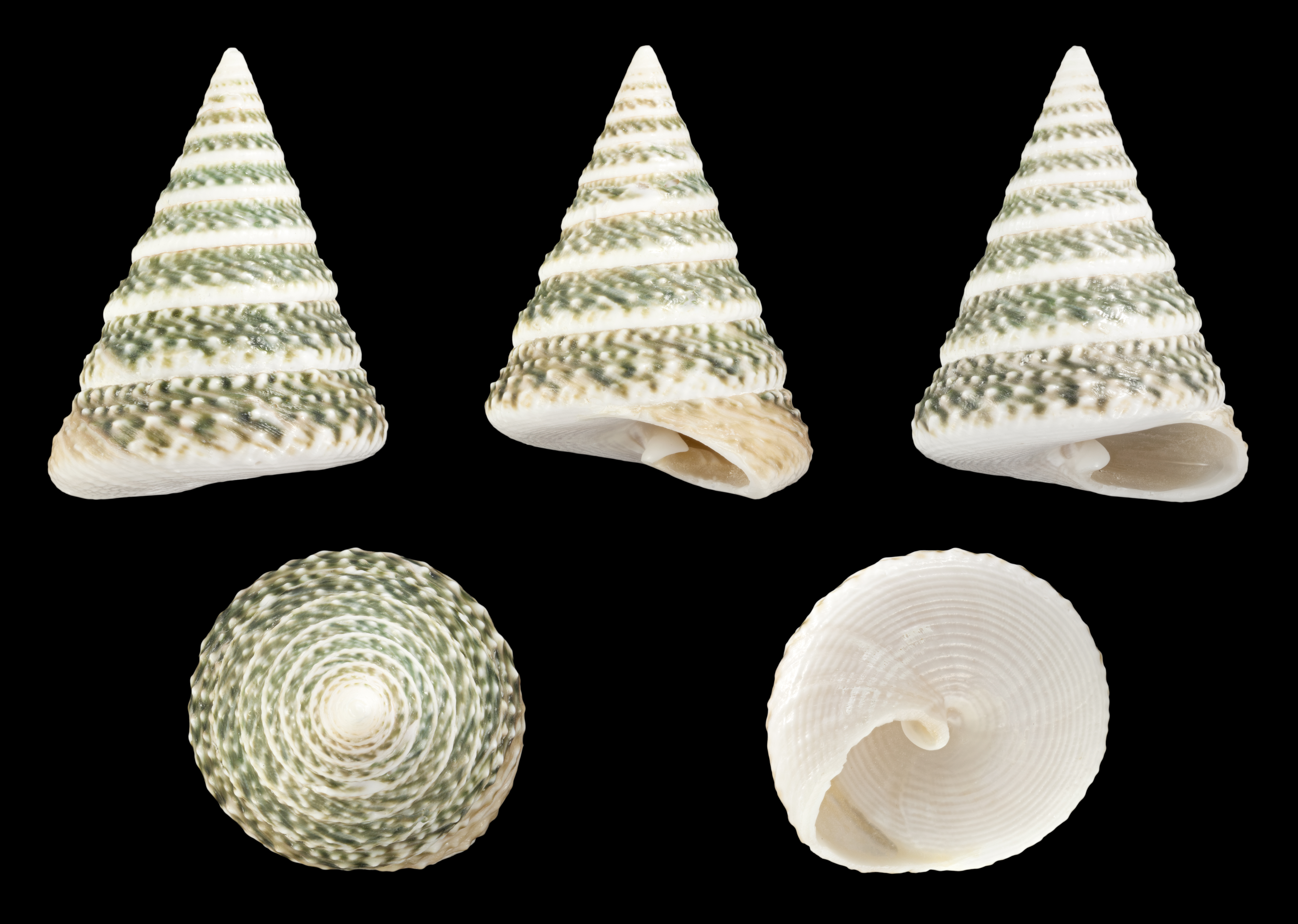
Tectus triserialis